# ماركوس تسيغلر
ماركوس تسيغلر (بالألمانية: Marcus Ziegler)‏ (10 أغسطس 1973 - ) هو لاعب كرة قدم ألماني في مركز الهجوم. شارك مع منتخب ألمانيا تحت 21 سنة لكرة القدم. أما مع النوادي، فقد لعب مع نادي سترومسغودست ونادي شتوتغارت وإس إس في أولم 1846 ونادي مانهايم ‏ و ورويتلينغن 05 ‏.

## وصلات خارجية
- ماركوس تسيغلر على موقع قاعدة بيانات كرة القدم.إي يو (الإنجليزية)
- ماركوس تسيغلر على موقع بيانات كرة القدم. دي إي (الألمانية)
- ماركوس تسيغلر على موقع عالم كرة القدم.نت (الإنجليزية)